# Stora Mickelskären
Stora Mickelskären är en ögrupp i kommunen Kyrkslätt i Finland. Den ligger i Finska viken och i den ekonomiska regionen  Helsingfors i landskapet Nyland, i den södra delen av landet. Öarna ligger omkring 29 km sydväst om huvudstaden Helsingfors och 15 km sydöst om kommunhuvudorten.
I ögruppen ingår Bylandet, som med sina 9,5 hektar är den största ön, Norrlandet, Lövlandet, Norra och Södra Linlandet samt Skrobban. Öster om Stora Mickelskären ligger Storhällen, Lillhällen, Tratten, Tunnan och Skopan. I söder ligger Svarthällen och Tirgrunden. I väster ligger Kistören och Små Mickelskären. I norr ligger Mickelskärsfjärden.